# Versenkung der Eternity C
Am 7. Juli 2025 griffen die Huthi die Eternity C‚ einen unter der Flagge von Liberia und im Besitz von Cosmo Ship Management aus Athen fahrenden Massengutfrachter im südlichen Roten Meer an. Das Schiff wurde mit See-Drohnen und Panzerfäusten angegriffen und schwer beschädigt. Das Schiff wurde aufgegeben und sank kurz nach den Angriffen.
Nach der Versenkung des Handelsschiffs Magic Seas durch die Huthis am Tag davor war es der zweite Vorfall im Juli 2025 in der Krise am Roten Meer im Zusammenhang mit dem Krieg in Israel und Gaza seit 2023.

## Angriff und Versenkung
Die Eternity C hatte Ende Juni eine humanitäre Lieferung für das Welternährungsprogramm der Vereinten Nationen nach Berbera in Somalia gebracht. Am 6. Juni lief sie wieder aus und war auf dem Weg nach Dschidda in Saudi-Arabien, um aufzutanken. Die Eternity C wurde am Nachmittag des 7. Juli 2025 von Huthis mit See-Drohnen und Panzerfäusten angegriffen, die von kleineren Schiffen aus abgefeuert wurden. Das Schiff wurde am 8. Juli 2025 nachts erneut angegriffen. Die Besatzung, 25 philippinische, griechische und russische Besatzungsmitglieder und das dreiköpfige Sicherheitsteam des Schiffes, musste ins Wasser springen, um sich vom sinkenden Schiff zu retten. Es wurde eine Such- und Rettungsaktion durchgeführt.
Laut einer Mitteilung der UK Maritime Trade Operations (UKMTO) vom 9. Juli 2025 wurden seit Beginn der Such- und Rettungsmaßnahmen in der Nacht fünf Besatzungsmitglieder gerettet. Reuters berichtete, dass unter den Geretteten vier Besatzungsmitglieder und ein Mitarbeiter des Sicherheitsteams seien, die nach mehr als 24 Stunden im Meer aus dem Wasser gezogen wurden. Später an diesem Tag meldete The Guardian, dass sieben Besatzungsmitglieder gerettet und 14 weitere zu diesem Zeitpunkt noch vermisst wurden. Es wurde später bekanntgegeben, dass vier Menschen getötet wurden, zehn Besatzungsmitglieder gerettet, fünf weitere vermisst und sechs entführt wurden. Die EU-Militäroperation Aspides gab am 11. Juli 2025 bekannt, dass vier weitere Seeleute von dem Schiff gerettet worden seien. 12 Personen gelten nun als vermisst oder entführt. Die US-Botschaft im Jemen, die von Saudi-Arabien aus arbeitet, forderte die sofortige und bedingungslose Freilassung der Seeleute. Die Huthis veröffentlichte Aufnahmen vom Untergang des  Schiffes.
Die Huthis erklärten, sie hätten die Eternity C angegriffen, weil die Reederei weiterhin mit anderen Schiffen Hafenbesuche in Israel unternehme. Die Huthis gaben zudem bekannt, dass eine nicht näher bezeichnete Anzahl von Besatzungsmitgliedern an einen „sicheren Ort“ gebracht worden seien. Die USA erklärten, die Huthis hätten die Besatzungsmitglieder als Geiseln genommen.

## Daten zur Eternity C
Der Massengutfrachter Eternity C (IMO Nummer 9588249 and MMSI Nummer 636015837) wurde 2012 von der Hyundai Mipo Dockyard in Ulsan gebaut. Das Schiff hatte eine Tonnage von 36.830 Tonnen. Das Schiff war 186 Meter lang und 27 Meter breit.